# Ибраими, Бесарт
Бесарт Ибраими (макед. Бесарт Ибраими; 17 декабря 1986, Кичево, СФРЮ) — македонский футболист, нападающий клуба «Струга».

## Биография

### Клубная карьера
В 2005 году подписал профессиональный контракт с клубом «Влазрими», базировавшимся в его родном городе. В 2006 году дебютировал в основном составе клуба. Всего провёл два сезона во «Влазрими», сыграв 32 матча и забив 4 мяча. В 2007 году перешёл в «Напредок», откуда уже в 2008 году отправился в команду «Ренова». Последние два сезона команда занимала пятое место в чемпионате. С приходом Ибраими положение дел в команде улучшилось. «Ренова» заняла третье место в чемпионате и впервые выиграла бронзовые медали, Ибраими с 13 мячами стал вторым в списке бомбардиров после Ивицы Глигоровского с 14 забитыми мячами из команды «Милано», обогнавшей «Ренову» на одно очко и занявшей второе место.
Сезон 2009/10 Ибраими начал также активно, забив в первом круге 12 мячей, чем помог «Ренове» выиграть золотые медали, а сам стал вторым в списке бомбардиров, теперь уже после Боби Божиновски с 13 забитыми голами. 12 января 2010 года подписал контракт с немецким «Шальке 04» до июня 2013 года. 6 февраля дебютировал в Бундеслиге — вышел на замену на 77-й минуте матча с «Фрайбургом» вместо Кристофа Морица. Всего в первом сезоне за новую команду сыграл две игры.
В начале 2011 года подписал контракт сроком на 3,5 года с клубом «Севастополь». В чемпионате Украины дебютировал 3 марта 2011 года в матче против донецкого «Шахтёра» (0:1), Ибраими начал матч в основе, но на 60 минуте был заменён на Игоря Скобу. Летом 2011 года был отдан на полгода в аренду симферопольской «Таврии». В январе 2014 года перешёл в «Эносис».
С августа 2015 года выступает на родине, в Македонии за одного из лидеров местного чемпионата «Шкендию». По итогам чемпионатов трижды становился лучшим бомбардиром — в сезонах 2015/16 (25 голов), 2016/17 (20 голов) и 2017/18 (23 гола). Является лучшим бомбардиром «Шкендии» в европейских клубных турнирах по эгидой УЕФА, забил не менее 16 голов (по состоянию на сентябрь 2020 года).
В 2020 году стал лучшим бомбардиром македонского футбола за всю историю (с учётом всех официальных турниров в стране), обойдя прежнего лидера Блаже Илийоского (166 голов).

### Карьера в сборной
5 сентября 2009 года Ибраими дебютировал в сборной Македонии в матче против национальной команды Шотландии в Глазго, закончившимся со счётом 2:0 в пользу шотландцев. Всего сыграл за сборную пятнадцать матчей, последние матчи провёл в 2017 году.

## Достижения
- Чемпион Македонии: 2017/18, 2018/19
- Серебряный призёр чемпионата Македонии: 2015/16, 2016/17
- Бронзовый призёр чемпионата Македонии: 2008/09, 2019/20
- Серебряный призёр чемпионата Германии: 2009/10
- Лучший игрок Македонии 2009 года[уточнить]